# 費爾捷紹爾馬什
47°58′51″N 22°55′37″E / 47.98083°N 22.92694°E
費爾捷紹爾馬什（烏克蘭語：Фертешолмаш），是烏克蘭西部的村莊，隸屬外喀爾巴阡州的貝雷霍韋區。該村面積6,986平方公里，海拔高度121米，2001年人口1,070，人口密度每平方公里0.15人。